# Sistema Unificado de Linguagem Médica
O Sistema Médico Unificado de Linguagem (em inglês: Unified Medical Language System (UMLS)) é um compêndio de muitos vocabulários controlados nas ciências biomédicas (criado em 1986). Ele fornece uma estrutura de mapeamento entre esses vocabulários e, portanto, permite traduzir entre os vários sistemas terminológicos; também pode ser visto como um dicionário de sinônimos e ontologia abrangente de conceitos biomédicos. O UMLS fornece ainda facilidades para processamento de linguagem natural. Destina-se a ser utilizado principalmente por desenvolvedores de sistemas em informática médica.
O UMLS consiste em fontes de conhecimento (bancos de dados) e um conjunto de ferramentas de software.
O UMLS foi projetado e é mantido pela Biblioteca Nacional de Medicina dos EUA, é atualizado trimestralmente e pode ser usado gratuitamente. O projeto foi iniciado em 1986 por Donald A.B. Lindberg, M.D., então diretor da Biblioteca de Medicina e dirigido por Betsy Humphreys.

## Finalidade e aplicações
O número de recursos biomédicos disponíveis para os pesquisadores é enorme. Geralmente, esse é um problema devido ao grande volume de documentos recuperados quando a literatura médica é pesquisada. O objetivo do UMLS é aprimorar o acesso a essa literatura, facilitando o desenvolvimento de sistemas de computador que entendem a linguagem biomédica. Isso é alcançado através da superação de duas barreiras significativas: "a variedade de maneiras que os mesmos conceitos são expressos em diferentes fontes legíveis por máquina e por pessoas diferentes" e "a distribuição de informações úteis entre muitos bancos de dados e sistemas diferentes".[carece de fontes?]

## Licenciamento
Os usuários do sistema são obrigados a assinar um "contrato UMLS" e apresentar breves relatórios anuais de uso. Usuários acadêmicos podem usar o UMLS gratuitamente para fins de pesquisa. O uso comercial ou de produção requer licenças de direitos autorais para alguns dos vocabulários de origem incorporados.